# غلاف شمع النحل

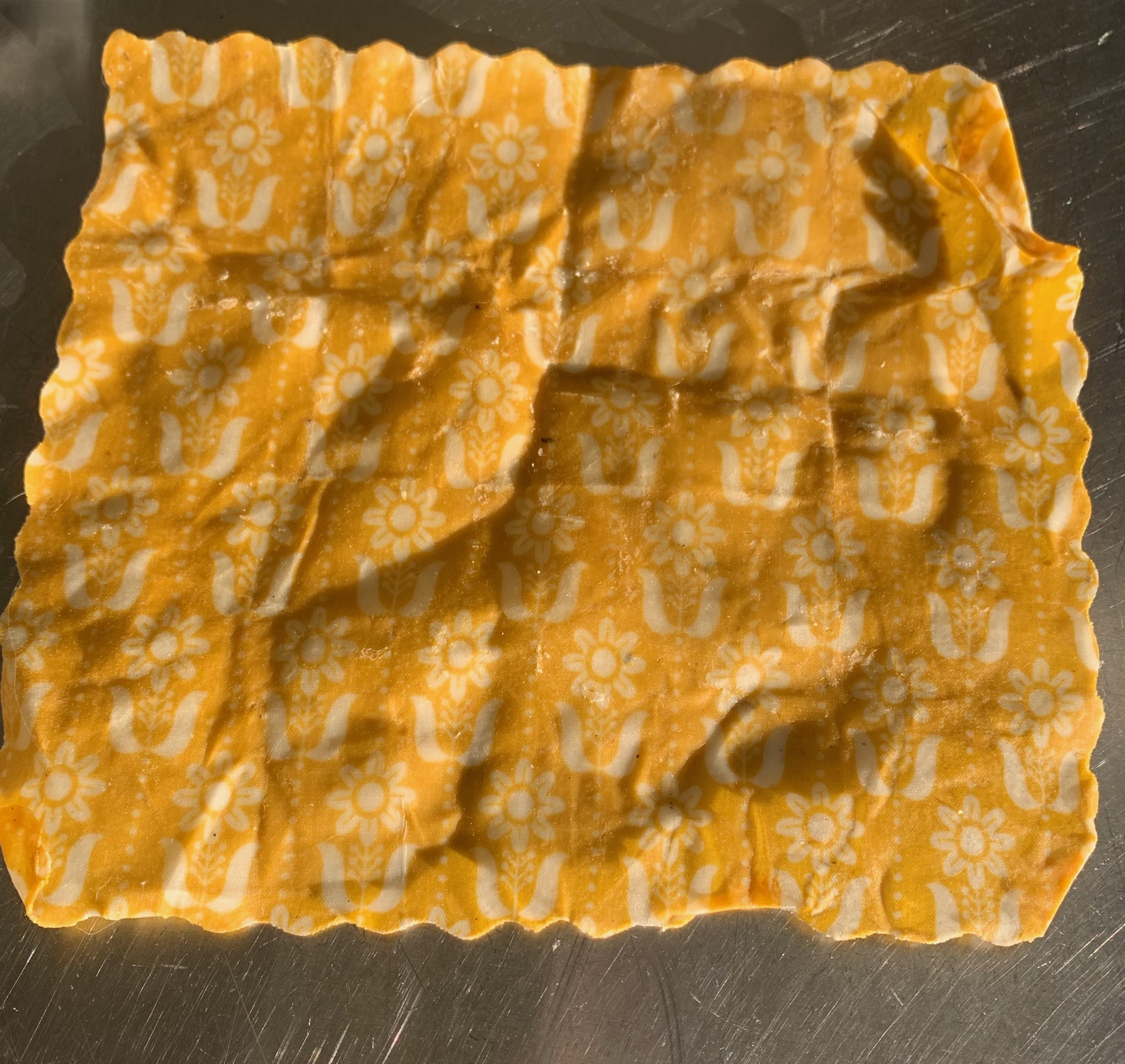
غلاف شمع العسل

غلاف شمع النحل هو مادة لتغليف الغذاء تتكون من ألياف مبطنة والتي تتكون بشكل أساسي من القطن. يتم تصنيعه عن طريق اذابة القطن مع شمع النحل بحيث تكون نسبته حسب النسبة المخصصة للغذاء، صمغ الصنوبر، زيت جوز الهند وزيت الجوجوبا.  يكون هذا الغلاف قابل للتشكيل، يمتلك خاصية الترشيح  و أيضا لاصق  حيث يمكن أن يتم تشكيله حسب عبوات الطعام أو المادة الغذائية المراد تغليفها  ويمكن إعادة استعمال هذا الغلاف وهو بديل مناسب للغلاف البلاستيكي والذي يستخدم لمرة واحده  وهو أيضا لا يسبب مشاكل للبيئة مثل التلوث الناتج من البلاستيك أو التلوث الناتج من فضلات الطعام.
الاستعمال الأساسي لغلاف شمع النحل هو حفظ الطعام  فهو يسمح بدخول الهواء وبالتالي تبقى الأطعمة المحفوظة طازجة لفترة أطول وتقل فضلات الطعام. بعد كل استعمال يمكن غسل هذا الغلاف وتركه ليجف عن طريق الهواء الجاف. غالبا يفقد الغلاف قدرته على حفظ الأطعمة بعد سنة من الاستعمال، ويمكن أن يتحلل بعد ذلك. غلاف شمع النحل ينتقد بسب سعره المرتفع عندما يتم بيعه بشكل تجاري وحاجته إلى معايير عالية لحفظه وتخزينه خاصة عندما يتم مقارنته مع الغلاف البلاستيكي المستخدم مرة واحدة  كبديل.

## الاستخدامات

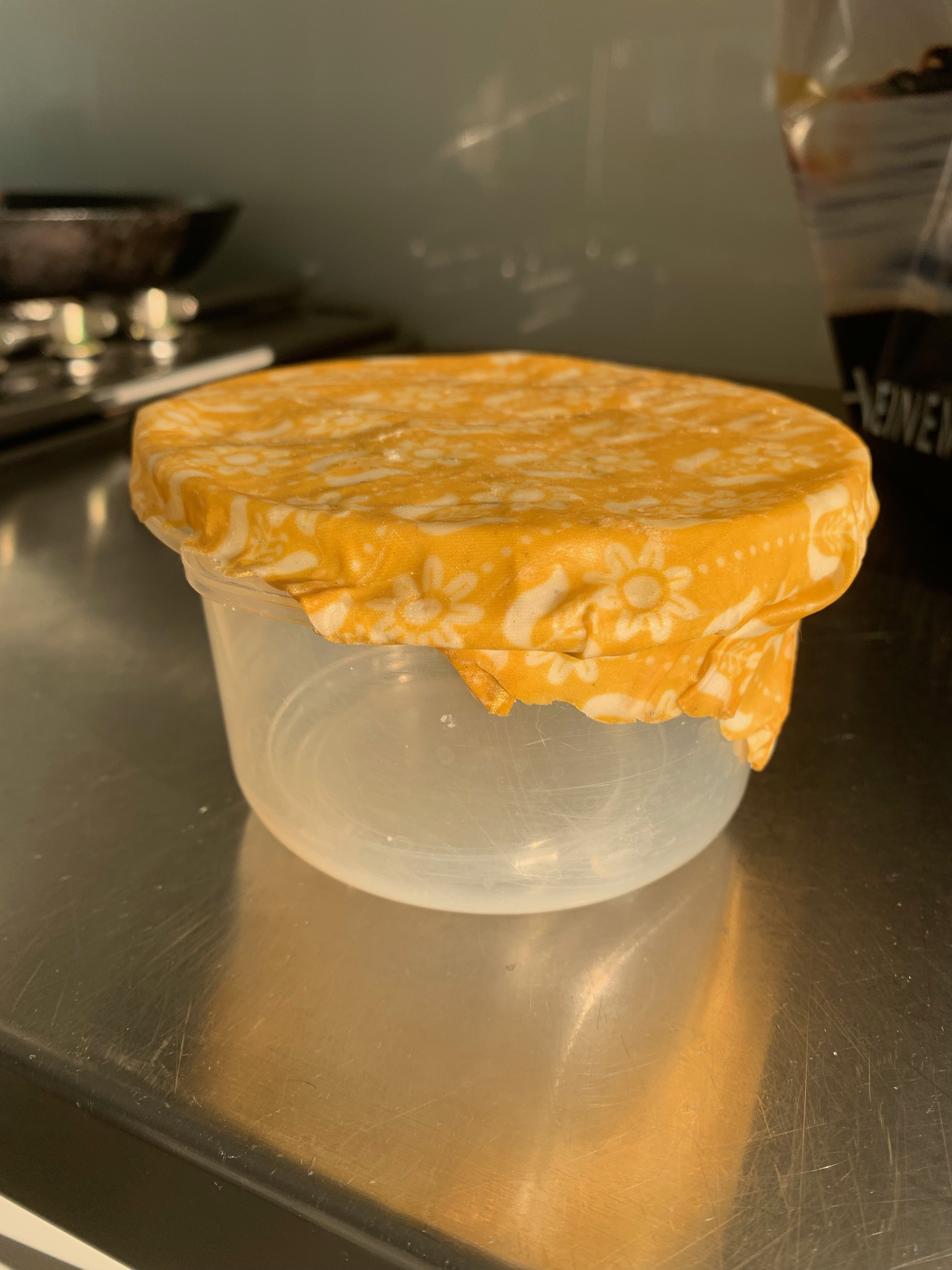
يتم استخدام غلاف شمع العسل لتغطية الوعاء

غلاف شمع النحل يستخدم  عن طريق وضعه حول المنتجات الغذائية، عبوات الطعام أو الأوعية وهذا يتم عن طريق تسخين الغلاف باستخدام اليدين ثم تشكيلها حسب شكل طعام المراد تغليفه  حيث أن  الحرارة الناتجة من التسخين (باستخدام اليدين) تذّوب شمع النحل  و بالتالي يلين الغلاف ويصبح مرن لوضعه حول عبوات الطعام والمنتجات الغذائية. هذا الغلاف غير مناسب لتغليف كل أنواع الطعام  مثل اللحم  النيء، السمك النيء أو أنواع أخرى من الطعام  الذي يحتوي على سوائل مثل الشمام، هذه الأطعمة الرطبة يمكن وضعها في عبوات حفظ الطعام أو أوعية ثم يمكن تغليفها باستخدام غلاف شمع النحل كما يوجد بديل لغلاف شمع النحل مثل المزهرية (إناء الزهور) أو كأس الماء.

### الحفظ والتخزين
عمر غلاف شمع النحل يعتمد على كيف يتم استعماله، غسيله وتخزينه (حفظه), غالبا يغسل الغلاف ويجفف عن طريق الهواء الجاف بعد كل استخدام، إذا كان الغلاف بحاجة إلى تنظيف أكثر يمكن غسله بالصابون والماء البارد وشطفه ثم يعلق ليجف عن طريق الهواء، عند تشقق الغلاف يمكن إصلاحه إما بمد الغلاف في صينية الخبز المسطحة ووضعها في الشمس أو عن طريق  تسخين الغلاف بواسطة مجفف الشعر حيث يعمل ذلك التسخين على إذابة الشمع ويعود قطعة واحدة.

#### التخلص من الغلاف
عندما يفقد غلاف شمع النحل قدرته على حفظ الغذاء ويصبح غير صالح للاستعمال يمكن أن يتحلل حيويا، ويمكن أن يستخدم لهدف آخر حيث يعد فعال لاشعال النار.

## التصنيع
غلاف شمع النحل يصنع عن طريق إذابة صمغ الصنوبر مع القطن، شمع النحل بحيث تكون نسبته حسب النسبة المخصصة للغذاء  و زيت غالبا ما يكون جوز الهند أو جوجوبا، الشمع المبطن  يسمح بدخول الهواء للقماش ويكون مضاد للماء، شمع النحل يجمع عندما يتم استخراج العسل من خلية النحل. يكون العسل بالأسفل ويشكل الشمع غطاء  له حين يتم جمع العسل، يكون هذا الغطاء من الشمع غير جاهز للاستعمال في الأغلفة حيث يغسل هذا الشمع بأوعية ضخمة ثم يفلتر خلال طبقات من القماش  لإزالة الشوائب والمواد غير المرغوب فيها  وبعد ذلك يتم صبه في قوالب للاستخدام لاحقا، علما بانه من كل 100 باوند من العسل يتم استخراج 1 أو 2 باوند من شمع النحل.

### التصنيع غير التجاري
غلاف شمع النحل  يمكن أن يصنع بشكل غير تجاري  حيث يتكون من شراشف من القطن  وخليط من شمع النحل،صمغ وزيت. يقص القطن حسب الأشكال المطلوبة ويتم قص  الحواف لتصبح مناسبة،  يذاب  خليط من شمع النحل، صمغ الصنوبر، زيت جوز الهند وزيت الجوجوبا،  بعد ذلك يتم تغليف القطن  بطبقة رقيقة من هذا الخليط المذاب مع التأكد من تغليف حواف القطن. يتم تغليف القطن مرة أخرى بعد ذلك بورق شمعي ويتم كويه وكبديل يمكن وضع القطن في صواني الخبز وادخالها للفرن على درجة حرارة 200 فهرنهايت أو 93 درجة مئوية،  نتيجة لذلك يذوب الشمع في القطن ثم يترك ليجف في الهواء الجاف.